# Dogaro
Dogaro è una frazione del comune di San Felice sul Panaro, in provincia di Modena. È situato a circa 4,5 km dal capoluogo comunale.

## Storia
Fino agli anni 1950, era la più importante frazione del comune di San Felice sul Panaro. Aveva un cinema che fungeva anche da sala da ballo e una scuola elementare. Lentamente, ma inesorabilmente, verso gli anni sessanta cominciò il declino demografico della frazione fino a ridursi a poche unità di abitanti. Attualmente si è ripopolato grazie alla presenza di una significativa comunità di stranieri.